# Keith Edward Abbott
Keith Edward Abbott (* 1814 in London; † 28. April 1873 in Odessa) war ein britischer Diplomat und in dieser Funktion viele Jahre im Orient tätig. In dieser Zeit machte er sich auch als Erforscher Armeniens und Persiens einen Namen.

## Leben
Keith Edward Abbott war der fünfte Sohn von Henry Alexius Abbott, einem aus Blackheath, Kent gebürtigen, mittlerweile pensionierten Kaufmann in Kalkutta, und dessen Gattin Margaret, Tochter des schottischen Juristen William Welsh. Seine älteren Brüder waren der Generalmajor Augustus Abbott (1804–1867), der Generalmajor Frederick Abbott (1805–1892), der General James Abbott (1807–1896) und der Generalmajor Saunders Alexius Abbott (1811–1894).
Zwischen 1835 und 1837 hielt sich Keith Edward Abbott in Erzurum im Nordosten des Osmanischen Reichs auf und war dort wohl als Mitarbeiter des britischen Konsulats tätig. Im Mai 1837 reiste er von Erzurum nach Täbris. Dabei wählte er nicht die direkte Route nach Täbris, sondern machte einen Umweg, der ihn auf einem nördlichen Bogen über Kars und Ani führte. Während der Reise stellte er viele barometrische Beobachtungen an und konnte so die dortigen hypsometrischen Verhältnisse erkunden. 1841 wurde er zum britischen Konsul in Teheran ernannt. Von dort übersiedelte 1842 nach Täbris.
Eine für die Erforschung Persiens bedeutsame neunmonatige Reise trat Abbott im Oktober 1849 in Teheran an. Er berührte während dieser Tour zunächst u. a. die Städte Kaschan, Isfahan, Yazd, Kerman und Bam. Dann wandte er sich westwärts nach Schiras und gelangte nach Buschehr am Persischen Golf. Er segelte daraufhin in den Schatt al-Arab und den Tigris aufwärts nach Bagdad. Von dort aus führte ihn der letzte Teil seiner Reise über Kermanschah und Hamadan wieder zu seinem Ausgangspunkt Teheran.
Vor allem im mittleren Teil seiner Tour bereiste Abbott im südlichen und zentralen Persien Gebiete, die von Europäern noch wenig erforscht waren. Als einer der ersten Europäer überschritt er u. a. von Bam aus im Deh Bekri-Pass den Djebel Baris nach der Ebene von Dschiruft, die bis dahin von westlichen Reisenden zuletzt von Marco Polo genannt worden war. Die frühere Metropole von Dschiruft, die in Polos Reisebericht als Camadi bezeichnet war, erkannte Abbott in der Ruinenstätte Schahr Daquianus, die sich auf einer alten Flussterrasse im Norden der erwähnten Ebene befand. Abbott zeichnete die auf seiner Reise gewonnenen Eindrücke sorgfältig auf und leistete hierdurch einen wichtigen Beitrag zur Kartographie Persiens. So stellte er etwa die Lage der Stadt Niris am Südostufer des Niris-Sees fest, während zahlreiche damalige Karten sie fälschlicherweise am Nordufer des Sees lokalisierten. Lange wurden aber seine Verdienste wenig gewürdigt und seine Forschungsergebnisse nicht in die zeitgenössischen Landkarten eingearbeitet, die daher weiterhin die von Abbott durchreisten Regionen ziemlich fehlerhaft wiedergaben. Seine Berichte erschienen im Journal of the Royal Geographical Society of London.
Im April 1854 wurde Abbott zum britischen Konsul in Täbris ernannt und blieb dort bis zum 1856 erfolgten Bruch zwischen England und Persien. Nach der Wiederaufnahme der diplomatischen Beziehungen zwischen beiden Staaten kehrte er im Juli 1857 als britischer Generalkonsul nach Täbris zurück. Während seines langjährigen Dienstes in Persien publizierte er zahlreiche wertvolle Berichte über dessen Wirtschaft, Handel und Gesellschaft. Der Schah verlieh ihm den Sonnen- und Löwenorden. Seit Juli 1868 vertrat Abbott England als Generalkonsul in Odessa, wo er am 28. April 1873 starb.